# Îlet Ragot
Îlet Ragot är en obebodd ö i Martinique.  Den ligger i den östra delen av Martinique, 22 km öster om huvudstaden Fort-de-France.